# Francisco Sá de Miranda
Francisco Sá de Miranda (Coímbra, 28 de agosto de 1481-Amares, 17 de mayo de 1558), poeta y dramaturgo de Portugal que escribió en su idioma natal y en castellano, considerado el introductor del Renacimiento literario en Portugal.

## Biografía
Estudió humanidades y lenguas en su ciudad natal y luego leyes en Lisboa, en cuya materia se doctoró. Estuvo muy protegido por el monarca lusitano Juan III. Fue amigo de Bernardim Ribeiro. A la muerte de su padre en 1520 emprendió un viaje por España y las naciones italianas, llegando a dominar como la propia las lenguas toscana y castellana. Recorrió toda la península ibérica y, una vez en Italia, la amistad de la ilustre Vittoria Colonna, pariente del escritor, le abrió los salones literarios, en los cuales intimó con Pietro Bembo, Jacopo Sannazaro, Paulo Giovio, Jacopo Sadoleto y Ludovico Ariosto. Asimiló el petrarquismo y le cabe el honor de haber introducido en Portugal la versificación italiana, desempeñando en este país análogo papel al que ejercieron en España Garcilaso de la Vega y Juan Boscán, pero su italianismo no llegó al extremo de abandonar las formas tradicionales. A su regreso en 1526 pasó por la corte española, donde trabó amistad con Garcilaso y Boscán, y se animó a seguir su ejemplo en Portugal. En la corte española conoció a la dama portuguesa cantada por Garcilaso, Isabel Freyre, que en los versos del poeta lusitano es llamada Celia. Una vez en Portugal, casó con Briolanja de Azevedo (1530) y tuvo un hijo que perdió en el asedio de Ceuta, desgracia que lamentó Luís de Camões en una de sus églogas. Su carácter íntegro le obligó a dejar la corte, retirándose a su Comenda de Duas Igrejas, y después a su quinta de Tapada (Amares), para dedicarse a la lectura y al cultivo de la poesía; allí murió en 1558 sin haberse vuelto a casar.

## Obra
Fue amigo y admirador de Garcilaso de la Vega y lamentó su prematura muerte en su égloga Nemoroso. Sus poesías son sentenciosas y ricas en filosofía moral; su estilo correcto y su frase pura, como corresponde al estilo del Renacimiento. Introdujo, con su égloga Alexo y su Fábula de Mondego, los procedimientos del Petrarquismo en Portugal. No abandonó los metros tradicionales por los italianos y siguió utilizando ambas métricas. La mayor parte de su obra está escrita en castellano y dejó setenta y cinco composiciones en este idioma; destacan, aparte de la ya citada égloga Nemoroso, la égloga Celia, que contiene alusiones al gran poeta toledano; también las elegías a la muerte del príncipe Juan de Portugal, a Antonio Ferreira, etcétera. Entre las canciones sobresale la escrita en portugués Canção a Nossa Senhora y otra dedicada a la Anunciación. Además escribió dos obras escénicas: Comédia de Vilhalpandos (1560) y Comédia dos estrangeiros (1569); en esta última atacó los procedimientos de Gil Vicente; a pesar de las fechas, la última en editarse fue compuesta bastante antes que la anterior. Ambas fueron puestas en el Índice de libros prohibidos en 1624. Sus comedias siguen la tradición de Plauto y Terencio y utilizan un lenguaje noble y elevado. Sobresalen sus ocho Églogas, seis de las cuales están escritas en castellano. De las obras de Sá de Miranda se hicieron numerosas ediciones (1595, 1614, 1632, 1651, 1677...).
- Datos: Q186872
- Multimedia: Sá de Miranda / Q186872